# Werner Schotte
Werner Schotte (* 24. Oktober 1835 in Korbach; † 26. Juni 1910 in Ballenstedt) war ein Verwaltungsjurist und Landrat.

## Leben
Schotte wurde als Sohn des Pfarrers und späteren Superintendenten Hermann Schotte (1801–1876) und dessen Ehefrau Luise, geborene Waldeck (1805–1879) geboren. Nach dem Reifezeugnis am Gymnasium Korbach 1853 studierte Werner Scholte an den Universitäten Jena, Erlangen und Berlin Jura und Cameralia. Während seines Studiums wurde er 1853/54 Mitglied der Burschenschaft Teutonia Jena und 1854 der Burschenschaft Germania Erlangen. Bei der fürstlichen Regierung in Arolsen legte er am 19. Mai 1857 das erste Examen ab. Im Oktober 1860 bestand er das zweite Examen und wurde im Juni 1857 als Akzessist (Assessor) bei der fürstlichen waldeckschen Regierung verpflichtet. Am 3. Dezember 1861 folgte die Anstellung als Kreisrentmeister in Arolsen. Nach der Ernennung zum Kreissekretär des Eder-Kreises am 7. September 1865 wechselte er im April 1866 in den Eisenberg-Kreis  und wurde hier drei Jahre später Kreisamtmann.
Am 20. September 1873 wurde er mit der kommunalen Verwaltung des Landratsamtes Beckum beauftragt. Am 25. November 1875 erfolgte (ohne vorherige Wahl) die definitive Ernennung zum Landrat des Kreises Beckum. Am 23. Januar 1880 wurde er – nach seinem Versetzungsgesuch – mit der kommunalen Verwaltung des Landratsamtes Landkreis Schleusingen beauftragt und am 21. Juni 1880 definitiv als Landrat des Kreises Schleusingen versetzt. 1892 wurde er Geheimer Regierungsrat und schied 1900 aus dem Dienst aus. Er zog nach Ballenstedt.
1871 bis 1874 war er Abgeordneter im Landtag des Fürstentums Waldeck-Pyrmont. Er wurde im Wahlkreis Kreis des Eisenbergs gewählt.

## Ehrungen
- 1901: Herzoglich Sachsen-Ernestinischer Hausorden, Ritterkreuz 1. Klasse
- 1901: Roter Adlerorden, 3. Klasse mit Schleife